# Шойо Цубоучи
Шойо Цубоучи (на японски: 坪内逍遥 или つぼうち しょうよう) е японски театрален режисьор, писател, преводач и критик, считан за един от създателите на съвременния японски театър.

## Биография
Шойо Цубоучи е роден на 22 май 1859 г., в края на периода Едо в семейство на самурай. Баща му, който служи на шогуната Токугава, e силно повлиян от конфуцианското учение. От друга страна майка му, която произлиза от семейство на търговци, силно се вълнува от популярните за времето си литература и театър. Влиянето на родителите му изиграва голяма роля за литературните нагласи на Цубоучи. Като момче той се увлича по произведения в стил гесаку, като твърди, че преди дори да завърши университета е прочел над хиляда такива книги.
Цубоучи завършва английската гимназия в Нагоя и продължава образованието си в Каисей Гакко (дн. Токийски университет). Не успява да вземе последния изпит по английска литература. В стремежа си да разбере на какво се дължи слабата оценка за анализа му върху литературния персонаж Гертруда от Хамлет, Цубоучи сравнява работата си с анализите на западни литературни критици и открива, че се е провалил в това да опише характера на героинята, а е разгледал само действията ѝ. Благодарение на този инцидент Цубоучи се запознава с психологическия реализъм, който предизвиква огромен интерес у него.
След дипломирането си Цубоучи приема позиция в Токийския колеж, предшественик на университета „Васеда“. Там той работи като лектор, администратор и основава литературното списание „Васеда бунгаку“. Също така работи като редактор на литературния раздел към вестник „Йомиури Шинбун“ и става директор на средно училище „Васеда“. Докато заема тези длъжности, Цубоучи не спира да твори – пише огромно количество романи, критика, драми, дори опери.
Важно е да се отбележи, че Цубоучи живее по време и веднага след края на периода Мейджи, който е свързан с динамични политически и обществени процеси, включително военен конфликт с Русия. Цубоучи вярва, че литературата може да послужи за преодоляване на духовния хаос, завладял японското общество. Той дори се стреми да предотврати навлизането на идеите на Ницше в Япония, страхувайки се от пристрастието, което те биха могли да добавят към вече опасните настроения в империалистическа Япония.

### „Същността на романа“
През 1883 г. Цубоучи издава своя трактат „Същността на романа“, в който излага революционни принципи за начина на изграждане на всяко литературно произведение. Той едновременно критикува съвременното състояние на японската литература и липсата ѝ на оригиналност, и хвали японските литературни традиции, твърдейки, че японският роман ще се изравни в европейския и дори ще го надмине. Според Цубоучи романът (шьосецу) въздейства на човека чрез сърцето, за разлика от другите видове изкуство, и основен елемент в него са човешките чувства, а обстоятелствата в живота на човека, обичаите и обществото, в което живее, имат второстепенна роля. Писателят има за задача да е психолог, който прониква в дълбините на сърцето и разкрива в детайли чувствата и достойнствата на своите герои – млади и стари, мъже и жени, добри и лоши. За модел на автора трябва да служат реални лица и чувства, той трябва да се стреми към достоверност и по-дълбоко изображение на действителността, а не повърхностно както в съществуващата до момента китайска и японска проза. Цубоучи се придържа към течението на реализма и смята, че най-главното за един роман е да представя нещата психологически вярно. Методът на Цубоучи бива наречен шяджицушюги (на японски: 写実主義) – описване на нещата такива, каквито са. Прокарва идеята, че романът е изкуство 美術 (биджуцу) – с други думи, че има задължително художествена стойност, целта му е да накара читателите да навлязат в света на дълбинното и красивото. Цубоучи обявява романа за най-съвършената литературна форма, тъй като само той може да опише цялостно това, което би могло да бъде единствено загатнато в поезията, и да разкрие детайли, невъзможни за изразяване на сцената. Той разделя романа на дидактичен и реалистичен, и отдава предпочитанията си на втория, понеже се стреми към вярно описание на обществото.
„Същността на романа“ е своебразна програма за следащите японски писатели и призив към подобряване на съществуващата японска литература, вместо създаването на изцяло нова. Трактатът веднага става литературен манифест на напредничавата японска младеж и идеите на Цубоучи оказват огромно въздействие върху литературния живот в страната; няколко поколения писатели създават творби, следващи насоките на Цубоучи.
През 1885 – 1886 г. Цубоучи пише и „Нравите на съвременните ученици“, роман, в който прилага принципите си от „Същността на романа“, и който е приет ентусиазирано, особено от младите интелектуалци. Диалозите са изпъстрени с английски думи и препратки към западното познание, най-вече западната философия.

### Принос към други литературни жанрове
За първи път Цубоучи се появява на литературната сцена с превода си на „Юлий Цезар“ от Шекспир. Интерес към най-значимия автор в англоезичната литература и един от най-видните драматурзи в световната история – Шекспир, Цубоучи проявява не само в своята младост, но и в последните 10 години от живота си, когато превежда всички шекспирови пиеси. През 1928 г. публикува пълната колекция. Вдъхновен от Шекспир и решен да пази връзката си с родината, Цубоучи продуцира няколко кабуки пиеси, които адаптират пиесите на английския поет и драматург и прави асоциации с японски исторически личности като Токугава Иеясу (徳川家康) и Тойотоми Хидейоши (豊臣秀吉).
Цубоучи е председател на литературна асоциация, чиято основна цел е модернизирането на японския театър. Той продуцира и няколко японски опери. Благодарение на иновативния му стил, неговите творби установяват нов стандарт в японското оперно изкуство. В Япония „Новият Урашима“ още се счита за шедьовър и според някои критици е едно от най-съвършените му произведения.

Цубоучи оставя следа и като литературен и театрален критик. Именно чрез своята критика той успява да обнови и преобрази японските роман и драма.

## Творчество

### Критика
- 1885 Същността на романа (на японски: 小説神髄)
- 1904 Теория на съвременната опера (на японски: 新楽劇論)
- 1893 Историческата драма в нашата страна (на японски: 我が国の史劇)

### Драма
- 1894 Лист пауловния (на японски: 桐一葉)
- 1896 Маки-но-ката (на японски: 牧の方)
- 1916 Яко но Гьоша (на японски: 役の行者)
- 1918 Звездната нощ на раздялата (на японски: 名残の星月夜)

### Опера
- Новата принцеса Кагуя (на японски: 新曲赫映姫)
- 1904 Новият Урашима (на японски: 新曲浦島)

### Романи
- 1885 Нравите на съвременните ученици (на японски: 一読三嘆 当世書生気質)
- 1886 Огледало на брака (на японски: 妹と背鏡)
- 1887 Тук и там (на японски: ここやかしこ)
- 1887 Събирачи на семена (на японски: 種拾い)
- 1888 Далечна мечта (на японски: 未来の夢)
- 1889 Моята съпруга (на японски: 細君)

Преводи на негови произведения
- Превод на английски “SHŌSETSU SHINZUI: THE ESSENCE OF THE NOVEL” by Nanette Twine, published in 1981.  The Essence of the Novel (umich.edu)